# Jusqu'à la Lune en fusée aérienne
Jusqu'à la Lune en fusée aérienne (titre original en allemand : Mond-Rak I) est un roman de science-fiction de l'écrivain allemand Otfrid von Hanstein paru en 1929 et traduit en français en 1932.

## Édition en français
- Otfrid von Hanstein, Jusqu'à la Lune en fusée aérienne, adapté de l'allemand par Tancrède Vallerey, illustrations de Maurice Toussaint, Fernand Nathan, coll. « Aventures et voyages », 1932, 260 p. [Réédition en 1948]